# Димитров, Ивайло
Ивайло Димитров (болг. Ивайло Димитров; 26 марта 1989, София, Болгария) — болгарский футболист, нападающий армянского клуба «Арарат-Армения».

## Карьера
Футбольную карьеру начал в 2008 году в составе клуба ЦСКА София.
В 2011 году стал игроком болгарского клуба «Этыр».
В 2018 году подписал контракт с клубом «Арарат-Армения», за который провёл 17 матчей в чемпионате Армении.
В начале 2019 года на правах аренды перешёл в казахстанский клуб «Жетысу».